# Macskabagoly
A macskabagoly (Strix aluco) a madarak (Aves) osztályának bagolyalakúak (Strigiformes) rendjébe és a bagolyfélék (Strigidae) családjába tartozó faj. Nevét szürkületkor hallható, erőteljes, nyávogásra emlékeztető hangjáról kapta. Alkalmanként előforduló további nevei: fejesbagoly, csikorgó bagoly.
E középméretű bagolyfaj eléggé elterjedt Eurázsia erdeinek legnagyobb részén. A madár testének alsó része világos, sötét csíkokkal, felső része pedig barna vagy szürke. Az elfogadott 11 alfaj között néhányban megvan mindkét színváltozat. Fészkét faodvakba készíti, amelyek a tojásoknak és a fiókáknak védelmet nyújtanak a ragadozókkal szemben. A macskabagoly nem vándorol és igen hevesen védi területét. A fiatalok, miután elhagyják a családi fészket, megfelelő terület keresésére indulnak, melyet életük végéig birtokolnak. Ha ez nem sikerül, akkor éhen halnak.
Ez az éjszakai ragadozó madár elsősorban rágcsálókkal táplálkozik. Általában egy faágon ül, ahonnan áldozatára leselkedik, s miután kiszemelte prédáját, észrevétlenül rászáll. Táplálékát egészben nyeli le. A városokban nagyobb számban fogyaszt madarakat. Látása, az alkalmazkodott hallása és a nesztelen repülése igen nagy segítségére van az éjszakai vadászatban. A macskabagoly a kisebb bagolyfajokat is elkapja, de ő maga is áldozatul eshet a nagyobb ragadozó madaraknak, mint például az uhunak (Bubo bubo) és a héjának (Accipiter gentilis). A vörös róka (Vulpes vulpes) számos fiatal macskabaglyot kap el, mikor azok repülni tanulnak.
Habár sokan úgy gondolják, hogy a bagoly éjjeli látása kitűnő, valójában a recehártyája nem érzékenyebb az emberénél. A macskabaglyot inkább az aszimmetrikusan elhelyezkedő fülei segítik a vadászatban. Mivel éjszaka tevékeny, és nyávogásra emlékeztető hangot ad ki, az emberek a macskabaglyot sokáig társították a balszerencsével és a halállal, ahogy a kuvikot is.

## Előfordulása

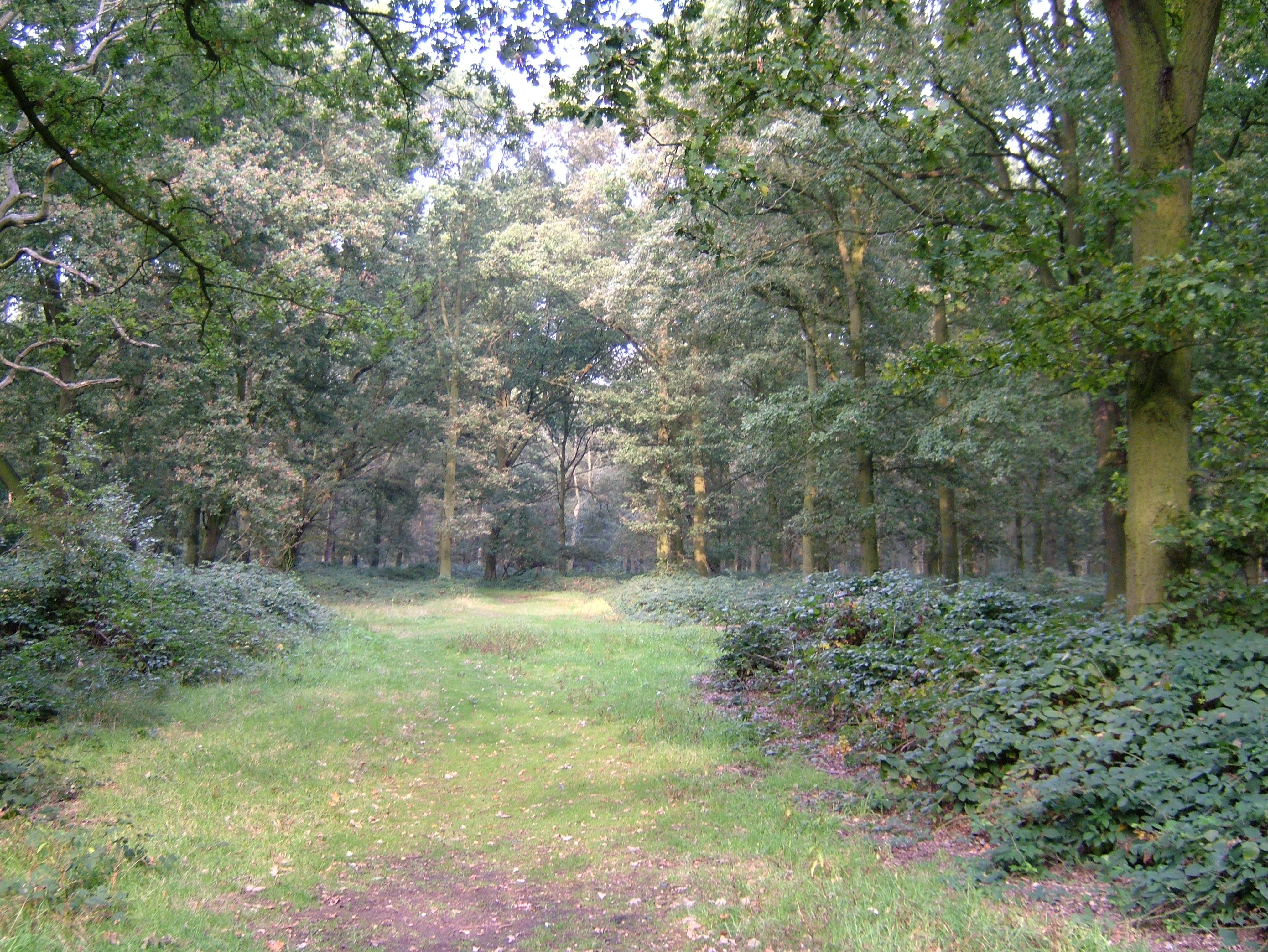
Az öreg lombhullató erdő a macskabagoly kedvenc élőhelye

A macskabagoly elterjedési területe szaggatottan nyúlik át a mérsékelt övi Eurázsián keresztül, az Egyesült Királyságtól és az Ibériai-félszigettől keletre a Koreai-félszigetig, és délre Iránig és a Himalájáig. A S. a. mauritanica alfaj Északnyugat-Afrikában is megtalálható. Ez a nem vándorló madár hiányzik Írországból, és csak ritka vendég a Baleár- és a Kanári-szigeteken.
A faj a lombhullató és vegyes erdőket kedveli, de néha az öreg fenyves erdőkben is megtalálható, ha könnyen hozzáfér az itatóhelyekhez. A temetők, kertek és parkok lehetőséget adtak a bagolynak, hogy a városokba is terjeszkedjen, így például London belterületébe. Elterjedési területének északi részein a macskabagoly az alföldeket kedveli, de Skóciában 550 méter, az Alpokban 1600 méter, Törökországban 2350 méter, Mianmarban 2800 méter magasságban is fészkel.
A macskabagoly Európában legalább 10 millió négyzetkilométert ural, és egyedszáma körülbelül 970 000–2 000 000 lehet. Eddig egészen pontosan még nem mérték fel, hogy állománya csökken-e vagy növekszik, bár az eddigi megfigyelések eredményei pozitívak. A Természetvédelmi Világszövetség nem veszélyeztetettnek minősíti a fajt. Ahhoz, hogy veszélyeztetett legyen, 10 év alatt vagy három generáción belül 30 százalékkal kéne csökkenjen a példányszáma. A faj megnövelte élőhelyének területét Belgiumban, Hollandiában, Norvégiában és Ukrajnában, ahol stabilizálódott az állománya. A többi országban is növekedésnek indult az egyedszám. Populációcsökkenést csak Finnországban, Észtországban, Olaszországban és Albániában észleltek.

### Kárpát-medencei előfordulása
Egész Magyarország területén előfordul. Becsült állománya 5000–8000 fészkelő pár, növekvő egyedszámmal. Általában középhegységi és ártéri erdőkben fészkel, de még a fővárosban is észleltek fiókákat. Rendszeres fészkelő, nem költöző, állandó madár.

## Rendszertani besorolása
A macskabagoly tudományos neve Strix aluco (magyarul: „éjjeli bagoly”). A „strix” görög szó és 'baglyot' vagy 'éji lidércet' jelent, az „aluco” olasz szó és 'éjjeli baglyot' jelent.
Ezt a bagolyfajt először Carl von Linné írta le 1758-ban, a „Systema Naturae” című könyvében, és már akkor is ez volt a tudományos neve.
A macskabagoly a bagolyfélék családján belül az erdőlakó Strix madárnemhez tartozik. A nemen belül a macskabagoly legközelebbi rokonai a sivatagi bagoly (Strix butleri), amelyet korábban az alfajának tekintettek, a nála nagyobb termetű uráli bagoly (Strix uralensis) és az észak-amerikai szalagos bagoly (Strix varia). A korai- és közép-pleisztocénban élt Strix intermediát egyesek a macskabagoly alfajának tartják, de valószínűbb, hogy inkább az őse.

### Alfajai

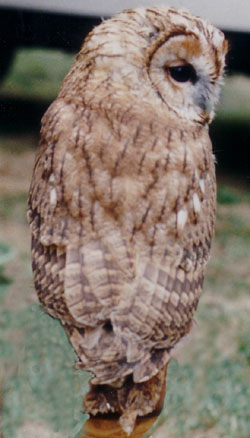
A képen látható példány valószínűleg a nyugati Strix aluco sylvatica alfajhoz tartozik

A macskabagoly alfajait nehéz megkülönböztetni egymástól. Az alfajok kialakulása ma is folyik. A kialakulást szabályozó tényezők: a hőmérséklet, az élőhely, tollazatának színváltozata, az elérhető zsákmányállatok mérete. A természettudósok 10–15 alfajt tartanak számon.
- észak-európai macskabagoly (Strix aluco aluco) – Észak- és Közép-Európa Skandináviától a Földközi- és Fekete-tengerig (Linnaeus, 1758)
- nyugat-európai macskabagoly (Strix aluco sylvatica) – Nyugat-Európa és az Egyesült Királyság (Shaw, 1809)
- mór macskabagoly (Strix aluco mauritanica) – Marokkó, Algéria, Mauritánia és Tunézia (Witherby, 1905)
- szibériai macskabagoly (Strix aluco siberiae) – Közép-Oroszország az Urál hegységtől Nyugat-Szibériáig (Dementiev, 1933)
- iráni macskabagoly (Strix aluco sanctinicolai) – Nyugat-Irán és Északkelet-Irak (Zarudny, 1905)
- türkmén macskabagoly (Strix aluco harmsi) – Türkmenisztán 	(Zarudny, 1911)
- pakisztáni macskabagoly (Strix aluco biddulphi) – Pakisztán és India északnyugati része (Scully, 1881)
- bengál macskabagoly (Strix aluco nivicola) – Banglades, Nepál, Délkelet-Kína, Észak-Mianmar és Thaiföld (Blyth, 1845)
- tajvani macskabagoly (Strix aluco yamadae) – Tajvan (Yamashina, 1936)
- kínai macskabagoly (Strix aluco ma) – Északkelet-Kína és Korea (H. L. Clark, 1907)
- Strix aluco willkonskii – Palesztinától Észak-Iránig és a Kaukázusig (Menzbier, 1896)

A 10 elismert alfaj mellett egyes szakértők a következő alfajokat is számontartják: Strix aluco obrieni Koelz, 1954, Strix aluco obscurata Stegmann, 1926 és Strix aluco volhyniae Dunajewski, 1948 (a legutóbbi lehet, hogy a Strix aluco aluco szinonimája).
A bengál macskabagoly (Strix aluco nivicola) alfajt pedig faji rangra emelik, Strix nivicolum néven.

### Rokon fajok
Európában az uráli bagoly (Strix uralensis) és a szakállas bagoly (Strix nebulosa) a közelebbi rokonai. Mindkettő nagyobb nála.

## Megjelenése

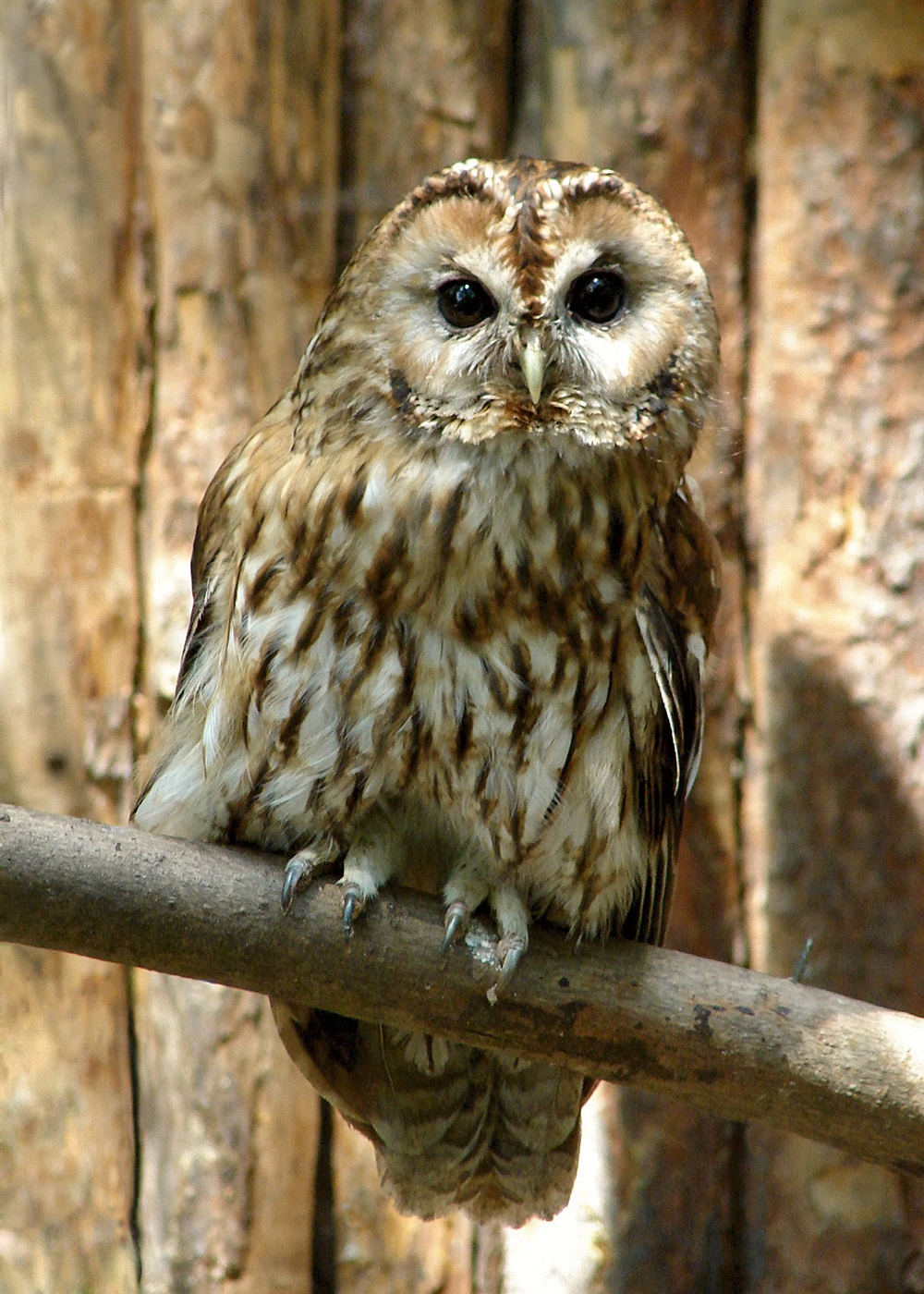
Macskabagoly (Strix aluco aluco)

A macskabagoly tömzsi testfelépítésű, középméretű bagolyfaj, amelynek hosszúsága 37–39 centiméter, szárnyfesztávolsága 81–96 centiméter, a testtömege pedig 360–650 gramm. A tojó nagyobb, mint a hím. Nagy, kerek fejéről hiányzanak a tollfülek, a pofalemez, amely körülveszi a sötétbarna szemeket, nagyjából lapos és egyenes. Az alfajok két színkategóriába sorolhatók, az egyiknek a felső része vörösesbarna, míg a másiknak szürkés, de átmeneti változatok is találhatók. Mindkét színváltozat esetében testének alsó része fehéres barna, csíkokkal vagy sávokkal. A fajra a nemi kétalakúság jellemző. A tojó sokkal nagyobb a hímnél, körülbelül 5 százalékkal hosszabb és több, mint 25 százalékkal nehezebb.
Habár Európa legnagyobb részén mind a két színváltozat megtalálható, a nyugati, nedvesebb területeken a barna színűek vannak többségben, míg kelet felé haladva egyre több szürke színű macskabagoly él. A legészakibb területein halványszürke. A szibériai és a közép-ázsiai alfajok tollazata szürke és fehér. Az észak-afrikai alfajok sötét szürkésbarnák, míg Dél- és Kelet-Ázsiában a macskabaglyok alsó része keresztsávos és nem csíkos, és finom vonal keretezi a pofájukat. A szibériai és skandináviai alfajok 12 százalékkal nagyobbak és 40 százalékkal nehezebbek, mint a nyugat-európai alfajok, és 13 százalékkal hosszabb a szárnyuk, mint az utóbbiaknak. Ez a tény alátámasztja Bergmann törvényét, miszerint az északi formáknak nagyobbak kell lenniük a déli formáknál.
Finnországban és Olaszországban genetikai vizsgálatokat végeztek el a macskabaglyokon, és megállapították, hogy a szürke színűek jobban szaporodnak, jobb a betegségekkel szembeni ellenálló képességük és kevesebb élősködőjük van, mint a barna színű változatoknak. Korábban arra gondoltak, hogy idővel a barna színváltozat ki fog pusztulni, de ez mégsem fog bekövetkezni, mert a madarak nem válogatósak a párkeresés idején, vagyis nekik mindegy, hogy szürke vagy barna párjuk lesz-e. Így a barna színváltozat nincs a „kihalás szélén”. A színváltozatok elterjedése az élőhelyektől is függ. Az Olaszországban végzett megfigyelések azt mutatták, hogy a barna színű macskabaglyok az erdős területeket választják élőhelyül, míg Finnországban, vagyis a hidegebb éghajlaton, Gloger törvénye szerint, a világosabb madarak a gyakoribbak.
A macskabagoly röptére a hosszú siklórepülés jellemző, kevés szárnycsapással. Az összes eurázsiai bagolyfaj közül a macskabagoly ver a legkevesebbet a szárnyával, és repül a legmagasabban. Szárnya kerek és széles. Röpte nehézkes és lassú. Mint a többi bagolyfajé is, röpte nesztelen, mivel tollazata puha és dús. Mérete, tömzsi alakja és széles szárnyai különböztetik meg az elterjedési területén lévő többi bagolyfajtól. A szakállas bagoly (Strix nebulosa), az uhu (Bubo bubo) és az uráli bagoly (Strix uralensis) hasonló testfelépítésűek, de sokkal nagyobbak.

### A macskabagoly érzékszervei

A macskabagoly retináján egyetlen látógödör van

Látómezeje a galambéval összehasonlítva

A bagoly szemei mindig előre néznek, a két szem látóterülete 50–70 százalékban átfedi egymást, így igen jó binokuláris látása van; összehasonlításként, a nappali életmódot folytató ragadozómadarak két szemének látómezeje csak 30–50 százalékban fedi át egymást. A macskabagoly retinája körülbelül 56 000 fényérzékelő pálcikát tartalmaz 1 négyzetmilliméternyi területen. Korábban azt hitték, hogy az infravörös tartományt is érzékeli, de mára már ezt a feltevést elvetették. Még mindig úgy tartják, hogy gyenge fényben a látása tízszer vagy akár százszor is élesebb, mint az emberé. Bármi is a valóság, az eddig elvégzett kísérletek bizonytalan eredményeket adtak. A macskabagoly látása csak kicsivel élesebb, mint az ember látása; az élesebb látást inkább a szem összetevői, és nem a retinán található pálcikák mennyisége határozza meg, s úgy az ember, mint a macskabagoly elérték a retinán található pálcikák számának maximumát. A szárazföldi gerinceseknek nem lehet ennél nagyobb számú fényérzékelő pálcikája.
A macskabagoly éjszakai látáshoz való alkalmazkodásának eredménye nagyméretű, cső formájú szeme, a retinán sűrűn egymás mellé helyezett nagy számú pálcika, és a csapok hiánya (a pálcikák fényérzékenysége nagyobb). A Harder-féle mirigy által termelt olajcseppek száma alacsony, mivel ezek is a fényintenzitást csökkentenék. A nappali ragadozómadaraktól eltérően a baglyoknak egyetlen látógödrük van, ami gyengén fejlett, kivéve a nappal vadászó fajokat, mint a réti fülesbagoly.
Az éles hallás létfontosságú egy éjszakai ragadozónál. Más baglyokhoz hasonlóan a macskabaglyok két fülnyílása is eltér egymástól strukturálisan, és aszimmetrikus elhelyezkedésük segíti az állatot a direkcionális hallásban. A koponya egy járata összeköti a dobhártyákat, és az az apró eltérés, ahogy a hang különböző időben éri el a bagoly füleit, lehetővé teszi a hangforrás pontos meghatározását. A bal fülnyílás a jobb oldalinál kissé magasabban található, és lefelé mutat, így érzékenyebb az alulról jövő zajokra. Mindkét fülnyílást mozgékony bőrredő által megtámasztott, szőrre emlékeztető, specializált tollak borítják, melyek átengedik a hanghullámokat.
A nagy számú hallóidegsejtet tartalmazó fül belső szerkezete alkalmassá teszi a baglyot alacsony frekvenciájú hangok távolról való észlelésére, így képes meghallani a zsákmányállat neszezését az aljnövényzetben. A macskabagoly hallása tízszer jobb az emberénél, és sötét, felhős erdei éjszakákon kizárólag erre hagyatkozva is képes vadászni. Azonban az esőcseppek kopogása megnehezíti számára a halk hangok észlelését, így a sokáig tartó nedves időjárás miatt akár éhezhet is, mivel nem tud hatékonyan táplálékhoz jutni.
A hímek huhogó hangot hallatnak, míg a tojók nyávogó hangon kuvikolnak. A hívójel könnyen utánozható két összetett tenyér közé fúvással, ha a hüvelykujjak enyhén széttartanak. Egy cambridgeshire-i vizsgálat eredményei szerint ez 30 percen belül választ váltott ki a baglyokból a próbálkozások 94%-ában. A hím bagoly „adásra” adott válasza jellemző az erőnlétére és az egészségi állapotára; a parazitákkal fertőzöttebb baglyok kevesebb magas frekvenciájú hanggal, és kevésbé széles frekvenciasávban válaszolnak az észlelt betolakodónak.

## Életmódja

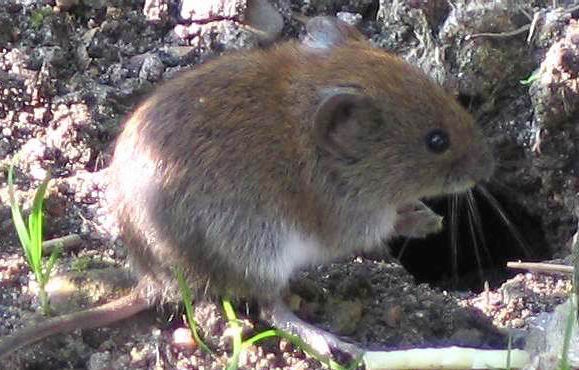
A vöröshátú erdeipocok (Myodes glareolus) a macskabagoly gyakori zsákmányállata

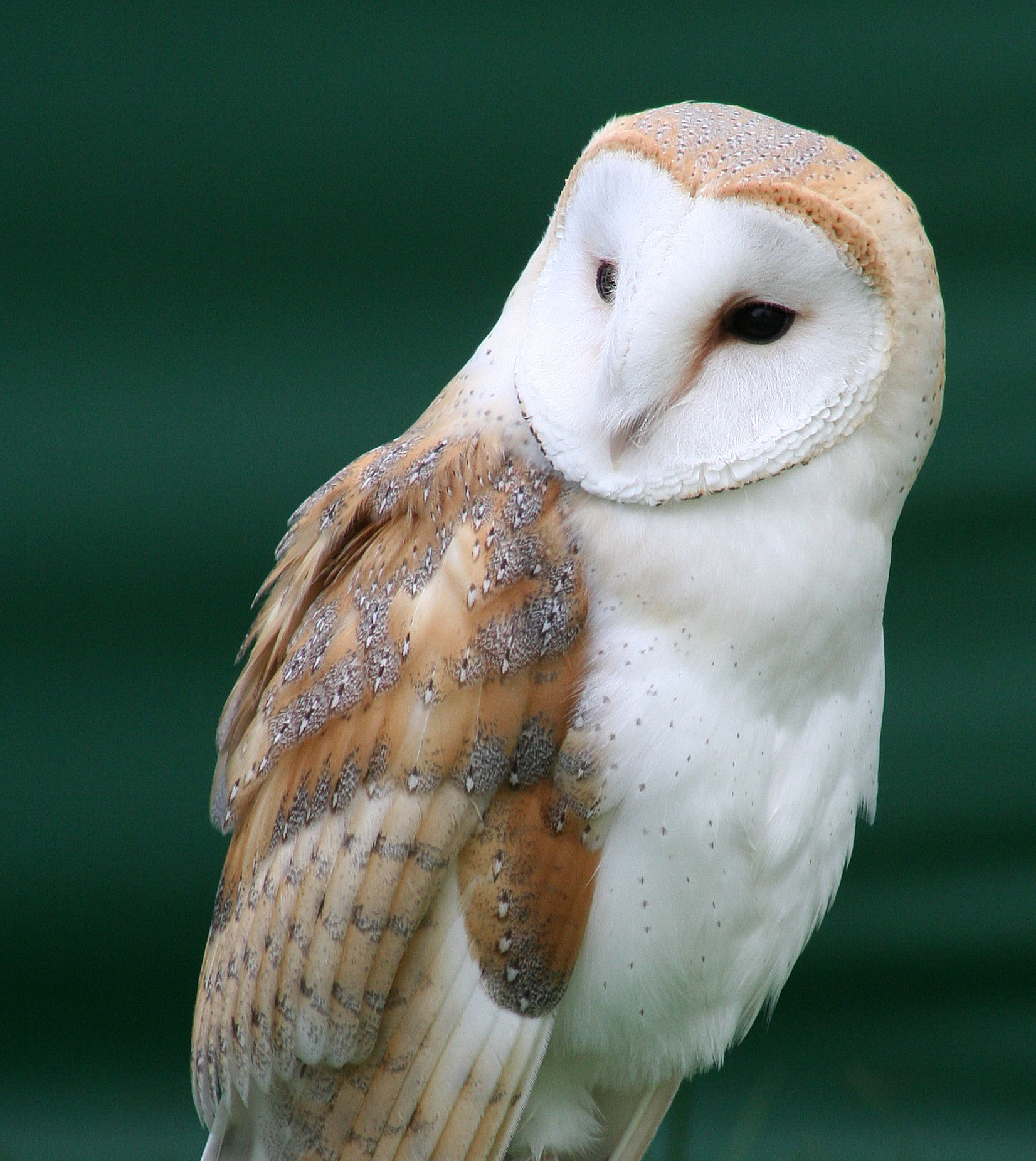
A gyöngybagoly kiszorul az olyan területekről, ahová a macskabagoly beköltözik

A macskabagoly kifejezetten éjjeli madár, de a költési időszakban nappal is vadászik. Erdőkben, megművelt területeken, nagyvárosokban egyaránt előfordul. Mint minden bagoly, a macskabagoly is nesztelenül szárnyal. Mivel röptében nem bocsát ki rövidhullámú, ultrahangokig terjedő zajt, jöttét a zsákmányállatok csak későn észlelik. Éles szemével, jó hallásával és észrevétlen röptével becserkészi, majd előrenyújtott karmaival lecsap a gyanútlan áldozatra, amely a legtöbbször denevér, egér, cickány vagy fiatal nyúl, de lehet a két kisebb bagolyfaj is: a gatyáskuvik (Aegolius funereus) vagy a törpekuvik (Glaucidium passerinum). A városokban és ezek környékén a macskabagoly táplálékát főleg madarak teszik ki, az apró énekesmadaraktól egészen a maga testméretével megegyező madarakig bármit megfoghat. Ha nincs egyéb, akkor földigilisztát és bogarakat is fogyaszt. Mint valamennyi baglyunk, a macskabagoly is hasznos, mert fő eledele ennek is az egér; ott telepedik és fészkel, ahol egérjárás van; de pusztítja a cserebogarat is. Szóval megakadályozza, hogy a kártékony állatok túlszaporodjanak.
A zsákmányt egészben nyeli le, a megemészthetetlen részeket, mint amilyen a tollazat, a szőrzet, a csontok és karmok, köpet formájában öklendezi vissza. A köpet általában szürke színű, és jól látszanak benne a csontocskák. A fészkelő- vagy pihenőhelyek alatt nagy mennyiségű bagolyköpet található.

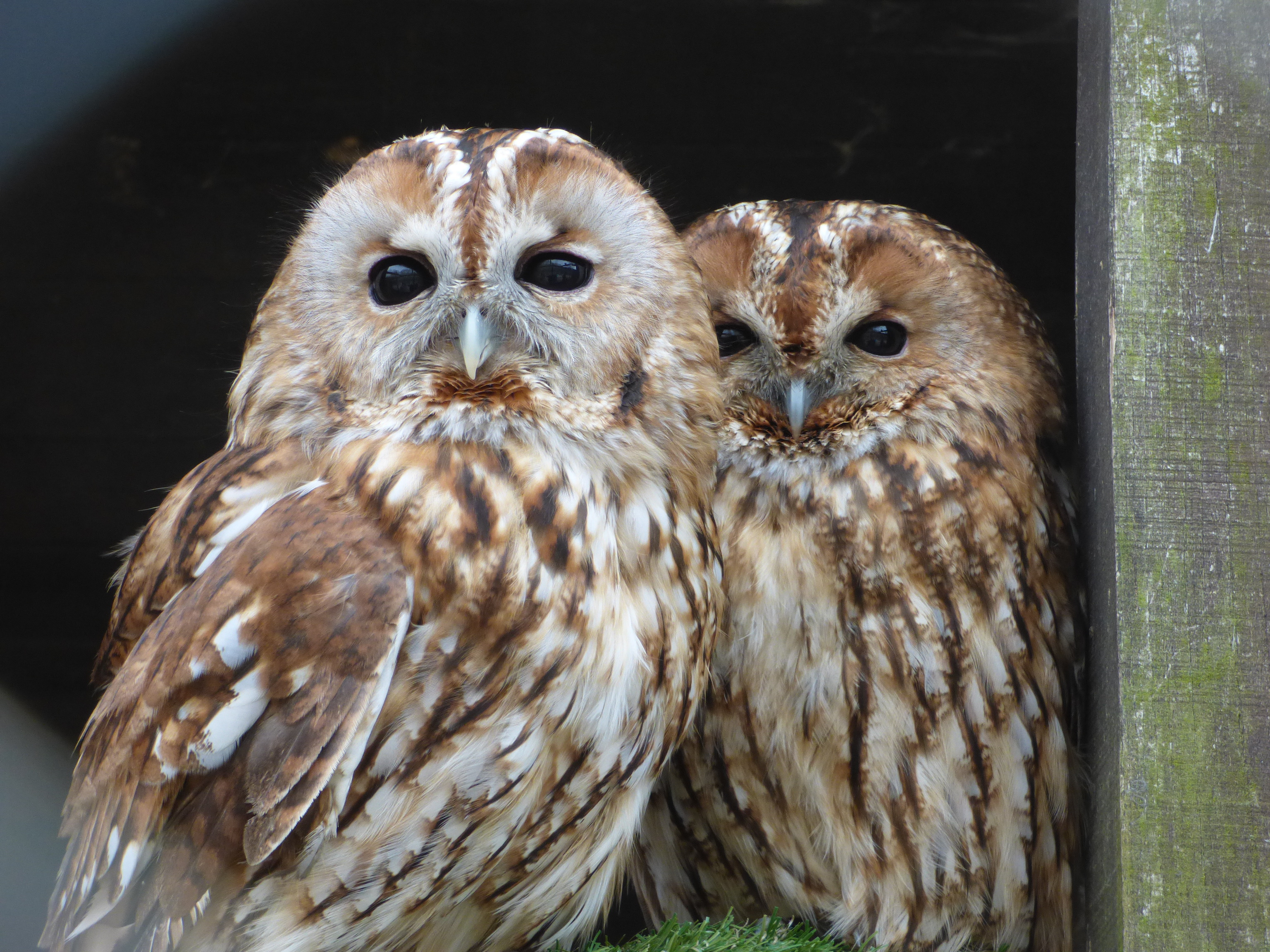
Macskabagoly pár a Budakeszi Vadasparkban

A gyengébb, erdőlakó bagolyfajok, mint amilyenek a kuvik (Athene noctua) és az erdei fülesbagoly (Asio otus) nem tudnak a macskabagollyal azonos területen élni, mivel az utóbbi zsákmányul ejtheti őket. Ha a macskabagoly új területet hódít meg, ott a gyöngybagolyállomány észrevehetően megcsappan.
Fészekrakáshoz és tartózkodási helyként előnyben részesíti a lombos öreg fákat.
A macskabagoly általában 5 évig él, de a legidősebb, szabadon élő példány 18 évesen pusztult el. Fogságban volt példa 27 éves macskabagolyra is.
A macskabagoly legfőbb ellenségei a ragadozó madarak közül az uráli bagoly, a nagy fülesbagoly, a héja és az egerészölyv (Buteo buteo). A nyuszt (Martes martes) a fészkeket, főleg a mesterséges madárodúkat fosztja ki. A dánok megfigyelései szerint a fiatal macskabaglyok 36 százalékának a halálát a vörös róka okozza. Az elhalálozási ráta a fiatal macskabaglyok körében, áprilisban 14 százalék, de júniusban több mint 58 százalékra növekszik. Ez a magas elhalálozási arány elősegíti azt, hogy a macskabaglyokból csak a legerősebb és ügyesebb, más szóval életképesebb egyedek maradjanak meg.

## Szaporodása

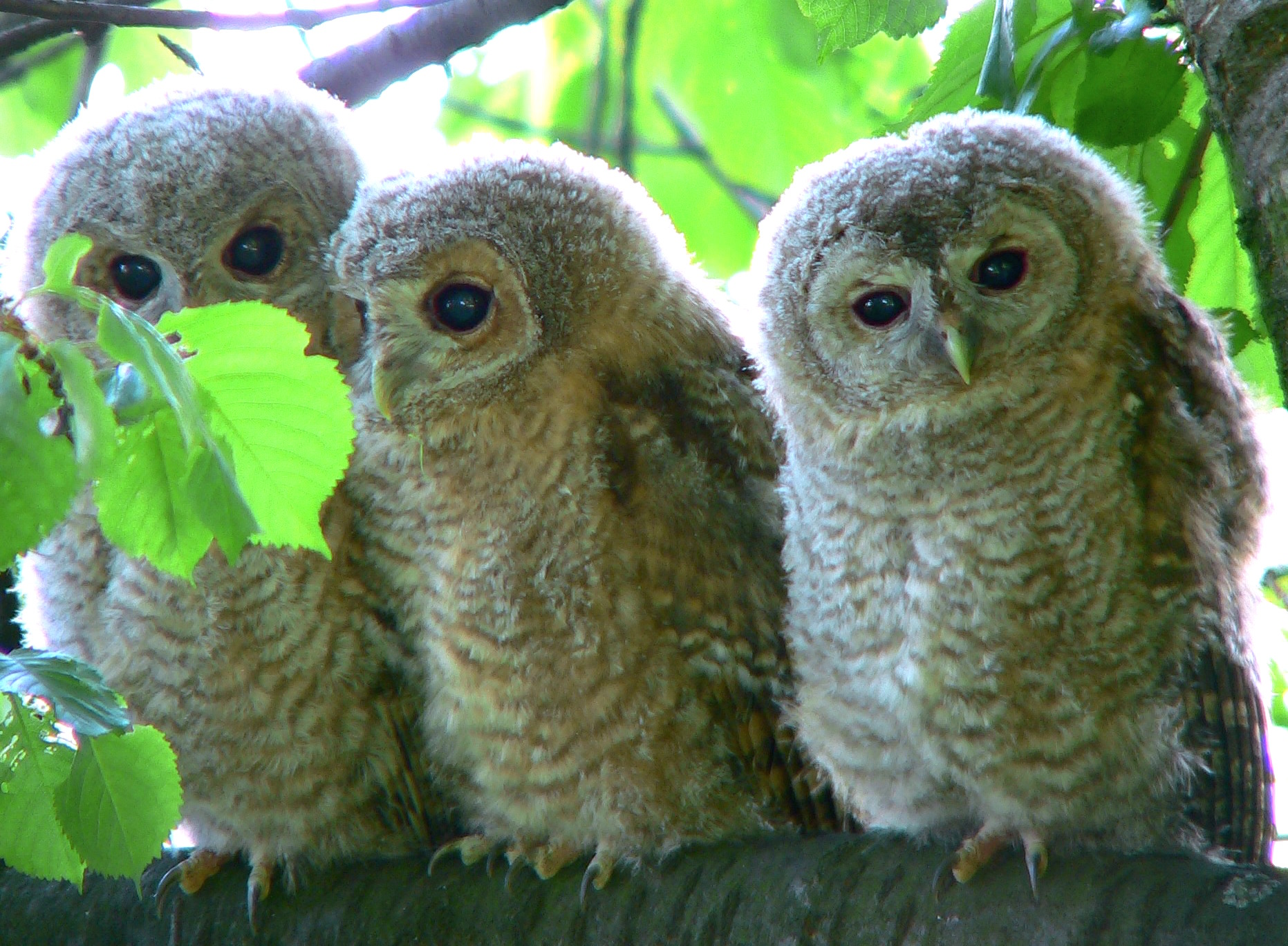
Három macskabagoly-fióka ül az ágon, miután elhagyták a fészket

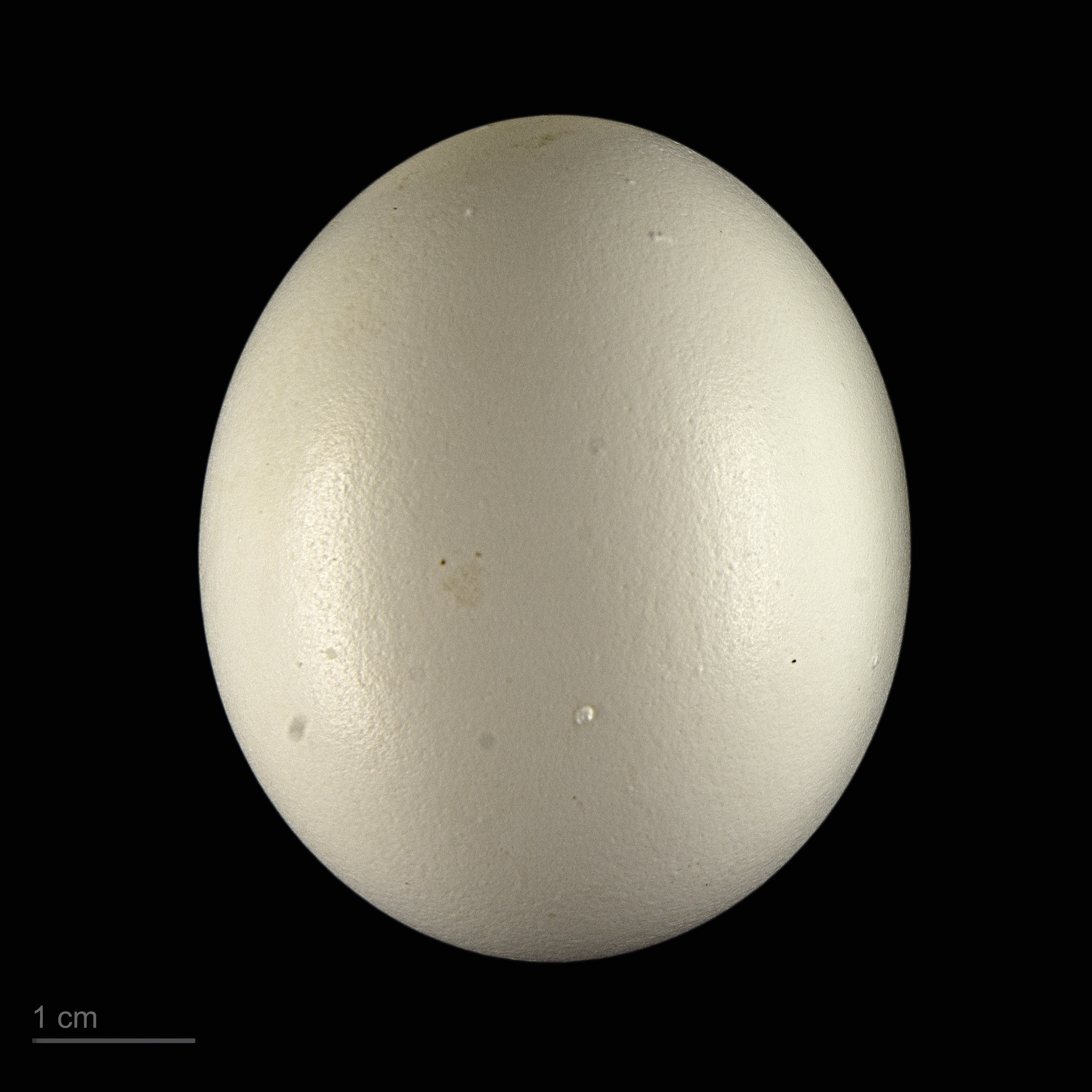
Strix aluco sylvatica

Monogám faj, a párok élethosszig kitartanak egymás mellett. Kevés esetben azonban megfigyeltek poligámiát is. A madarak már egyéves korukban párokat alkotnak, de júliustól októberig külön-külön tartózkodnak. Területük évről évre változatlan, nem növelik, de hevesen védik. Nappal az ágak között rejtőzködnek, ilyenkor néha kisebb madarak „felfedezik” őket, és zavarni kezdik, de a macskabaglyok figyelembe sem veszik a kis „zavargókat”. A legváltozatosabb helyeken fészkel: faodvakban, kéményekben, templomtornyokban, varjú- vagy szarkafészkekben és mesterséges madárodúkban. A költésben és a fiókák felnevelésében mindkét szülő szerepet vállal, a hím és a tojó egyaránt eteti a fiókákat. A költési időszakban a szülők agresszíven védik területüket, még az embert is megtámadhatják. Egy-kétévesen érik el ivarérettségüket, márciustól májusig tart a költési időszak, de elterjedési területének a déli részén akár februárban is elkezdik a fészkelést. A tojó 2–5 tojást is rakhat, de általában csak 2–3 fehér tojást rak, melyeken 28–30 napig ül, ez idő alatt a hím eteti a tojót. A tojások 48×39 milliméteresek és 39 grammosak, súlyuknak a 7 százalékát a tojáshéj teszi ki. A fiókák 35–39 naposan már elhagyják fészküket, bár még röpképtelenek. Emiatt a fiókák még vagy tíz napig, amíg ki nem nő a repüléshez való tollazatuk, a fészek közelében lévő ágon tartózkodnak. Ezek után a szülők még 2–3 hónapig gondozzák a fiókákat, aztán augusztus és november között a fiatal macskabaglyok elhagyják szüleik területét, hogy saját területet és párt keressenek. Ha idejében nem találnak megfelelő területet, a fiatal madarak éhen halnak. Még nem ismert, hogy a fiatal példányok körében az elhalálozási ráta mekkora, de a felnőttek körében évi 23,2 százalék.

## Baglyok a kultúrában
A görög mitológia Pallasz Athénéjének állandó jelzője a bagolyszemű (bagolyszemű, aki a sötétben is lát, vagyis átlát a dolgok felszínén). A macskabaglyot, mint a többi bagolyfajt a balszerencsével társítják. William Shakespeare is beszélt erről „Julius Caesar” című tragédiájában, az 1. felvonás 3. színében: „… s az éjmadár/Világos délben űlt a közteren/Vijjogva és huhogva.” Az idézethez Kéry László ezt fűzte hozzá tanulmányában: „Éjmadár. Bagoly, amelynek a huhogását rossz jelnek tartotta a néphit.”
John Ruskinnek is ismert egy mondása: „Bármit mondanak is a bölcs emberek, számomra a bagoly huhogása profetikusan gonosznak hat.”
A magyar irodalomban Arany János „Családi kör” című versében a bevezető hangulatfestő részben megemlíti a baglyot is. Ugyanő „Az Ó torony” című költeményben is leírja, hogy Nagyszalonta csonka tornyának „Vércse, bagoly örökös lakója”. Tamási Áron regényt írt „Bölcső és Bagoly” címmel. Szabó Lőrincnek is van egy kedves baglyos költeménye, „A bagoly” című, amely a Lóci-versek sorába tartozik. Romhányi József „A bölcs bagoly” című humoros versében a buta gyerek-bagolyról írt.
A „Kérem a következőt!” című népszerű magyar rajzfilm-sorozat főhőse Dr. Bubó, az erdő orvos baglya, aki ugyan uhu, de kétségkívül bagoly. Ismert magyar baglyos mondás a „Bagoly mondja verébnek, hogy nagyfejű!”
Maurice Ravel „A gyermek és a varázslat” című operájának van egy bagoly szereplője is.

### Fordítás
- Ez a szócikk részben vagy egészben  a   Tawny Owl című angol Wikipédia-szócikk ezen változatának fordításán alapul.  Az eredeti cikk szerkesztőit annak laptörténete sorolja fel. Ez a jelzés csupán a megfogalmazás eredetét és a szerzői jogokat jelzi, nem szolgál a cikkben szereplő információk forrásmegjelöléseként.